# Língua ticar
Ticar, também chamada ndobe (ndob), ndome, ticali (tikali), ticar oriental, ticari (tikari) e tingcala (tingkala), é uma língua benue-congolesa de classificação incerta falada no centro e sul do Camarões. Possui vários dialetos: bandobo, gambai, congue (kong), tige (ticar de Ngambe), manquim (mankin), nditam e tumu (ticar de Banquim). Em 2005, havia 110 000 falantes. Roger Blench afirma que a pouca evidência disponível sugere que está intimamente ligada às línguas mambiloides e dacoides.